# Scott Caldwell
Scott Caldwell, né le 15 mars 1991 à Weymouth au Massachusetts, est un joueur américain de soccer. Il joue au poste de milieu relayeur.

## Biographie
Le 21 décembre 2012, Caldwell signe un contrat Home Grown Player avec le Revolution de la Nouvelle-Angleterre.
Avec cette équipe, il joue plus de 200 matchs en Major League Soccer.

## Palmarès
- Avec le  Revolution de la Nouvelle-Angleterre
  - Vainqueur du Supporters' Shield en 2021
  - Finaliste de la Coupe MLS en 2014
  - Finaliste de la Coupe des États-Unis en 2016